# 1994-es magyarországi országgyűlési választás
Az 1994-es magyarországi országgyűlési választás a második önálló választás volt a Harmadik Magyar Köztársaság történetében. A választást 1994. május 8-án tartották, a második fordulóra május 29-én került sor.
A választást az MSZP nyerte, melynek a választás alatt Horn Gyula volt a listavezetője, majd június 4-től a miniszterelnök-jelöltje. A szocialista párt a 386 parlamenti helyből 209-et szerzett meg. Akkoriban ez volt a legtöbb hely, amelyet egy párt meg tudott szerezni a szabad választáson.
A Magyar Demokrata Fórum hatalmas vereséget szenvedett el, hiszen az 1990-es országgyűlési választáson megszerzett 165 helyből csupán 38-at volt képes megtartani. Szintúgy sikertelen volt ez a választás a Szabad Demokraták Szövetségének is, amely képtelen volt előnyt kovácsolni a kormánypárt népszerűségvesztéséből, és hozzá hasonlóan a Fidesz is vesztese volt a választásnak. A gyenge gazdasági teljesítmény, illetve a látszólagos hozzá nem értés egyaránt hozzájárultak a kormánypárt bukásához.
Habár a szocialistáknak elegendő parlamenti széke volt az önálló kormányalakításhoz, Horn Gyula mégis úgy döntött, hogy felkéri a Szabad Demokraták Szövetségét a közös kormányzásra, ezzel kétharmadot szerezve a magyar törvényhozásban.

## Választási rendszer
A magyar választási rendszer kétfordulós, kétszavazatos, töredékszavazat-visszaszámláló rendszer, amely kombinálja a többségi (egyéni) és az arányos (pártlistás) rendszert. A 386 fős parlamentbe 176-an egyéni választókerületben, minimum 58-an országos és maximum 152-en területi pártlistákról szerzett mandátummal jutnak be. Pártlistáról akkor lehet mandátumot szerezni, ha a pártlistára leadott szavazatok országos átlagban meghaladják az 5%-os küszöböt.
A választók közvetlenül az egyéni jelöltekre és a pártok területi (19 megyei és 1 fővárosi) listáira szavaznak, lakóhely szerint. Az országos listákra közvetlenül nem lehet szavazni: ezeken az úgynevezett töredékszavazatok alapján oszlanak el a mandátumok.
Egyéni képviselőjelölt az lehet, aki legalább 750 ajánlószelvényt tudott összegyűjteni. Területi listát azok a pártok állíthatnak, amelyek a területhez tartozó egyéni kerületek legalább negyedében, de legalább két kerületben tudtak jelöltet állítani. Országos listát azok a pártok állíthatnak, amelyek képesek legalább hét területi listát indítani.

### A választás időpontja
A választásra a Magyar Köztársaság alkotmánya alapján az előző Országgyűlés megválasztását követő negyedik év április vagy május havában kerül sor. A konkrét időpontot a köztársasági elnök jelöli ki, legkésőbb 72 nappal a szavazás időpontja előtt. A szavazás napja nem eshet nemzeti ünnepre vagy munkaszüneti napra, illetve az azok előtti vagy utáni napra. A választást a szokásjog szerint vasárnap szokták tartani.

## Kampány
Az 1994-es magyarországi országgyűlési választások kampánya az egyik legérdekesebb és politikailag legjelentősebb időszaka volt a rendszerváltás utáni Magyarország történetének. Ez a választás egyfajta fordulópontot jelentett, hiszen az első, 1990-es szabad választásokat követően a politikai mezőny újrarendeződött, és több párt pozíciója jelentősen átalakult.
Az 1990-es választásokat követően a Magyar Demokrata Fórum (MDF) vezette koalíció kormányzott, de az 1994-re kialakult gazdasági nehézségek és társadalmi elégedetlenség jelentős kormányellenes hangulatot eredményeztek. Az ellenzék, különösen a Magyar Szocialista Párt (MSZP), egyre erősebbé vált. Az MSZP fokozatosan modernizálta magát és igyekezett megszabadulni a rendszerváltás előtti pártállami múlt terhétől.
Az MDF kampánya főként a kormányzásuk eredményeire épült, de kevésbé tudták meggyőzni a választókat, hogy meg tudják oldani az ország gazdasági problémáit. Az MSZP kampánya professzionális és modern volt. Az MSZP középre pozicionálta magát, hangsúlyozva szakértelmét és reformközpontú terveit. Nem radikális baloldali, hanem egy pragmatikus, szociáldemokrata arculatot próbált kialakítani. Az SZDSZ megőrizte liberális profilját, de kampányuk kevésbé volt erőteljes, és egyértelmű volt, hogy az MSZP a fő kihívó. Az újabb pártok, például a Fidesz, szintén aktívak voltak, de a kampányuk ekkor még kevésbé dominált a politikai színtéren. A kampány során jelentős szerepet játszott a média, különösen a televízió és a nyomtatott sajtó. Az MSZP jól használta a médiát üzeneteinek közvetítésére, az MDF viszont kormánykritikus sajtóval nézett szembe, ami tovább gyengítette pozíciójukat.
Az MSZP és az MDF közötti vita leginkább a gazdaságpolitika körül összpontosult. Az MSZP pragmatikus és szakmailag megalapozott tervekkel állt elő, míg az MDF védekezőbb pozícióba kényszerült. Az SZDSZ és a kisebb pártok próbáltak alternatív narratívákat kialakítani, de a politikai küzdelem főként az MSZP és az MDF között zajlott.
Az 1994-es választási kampány fontos tanulsága volt, hogy a szakértelem, a modern kommunikáció és a választók társadalmi problémáira való érzékenység döntő fontosságú a politikai sikerhez. Ez a kampány az MSZP újjáépülésének és a politikai mezőny átrendeződésének időszaka volt.

## Jelöltek és listák

### Országos listák
Országos listát állított pártok:
(Az első húsz jelölt neve, a miniszterelnök-jelölt vastag betűvel.)
| Párt | MSZP                | SZDSZ               | MDF                | FKGP                  | KDNP                       | Fidesz             |
| ---- | ------------------- | ------------------- | ------------------ | --------------------- | -------------------------- | ------------------ |
| 1.   | Horn Gyula          | Kuncze Gábor        | Boross Péter       | Torgyán József        | Surján László              | Orbán Viktor       |
| 2.   | Nagy Sándor         | Fodor Gábor         | Für Lajos          | G. Nagyné Maczó Ágnes | Varga László               | Szájer József      |
| 3.   | Békesi László       | Tölgyessy Péter     | Lezsák Sándor      | Gyimóthy Géza         | Füzessy Tibor              | Kövér László       |
| 4.   | Gál Zoltán          | Wekler Ferenc       | Szabad György      | Kávássy Sándor        | Latorcai János             | Áder János,        |
| 5.   | Vitányi Iván        | Hack Péter          | Kónya Imre         | Győriványi Sándor     | Keresztes Sándor           | Deutsch Tamás      |
| 6.   | Szekeres Imre       | Tardos Márton       | Kulin Ferenc       | István József         | Csépe Béla                 | Balsay István      |
| 7.   | Jánosi György       | Dombach Alajos      | Szabó Iván         | Rott Nándor           | Szilágyiné Császár Terézia | Sümeghy Csaba      |
| 8.   | Baja Ferenc         | Szent-Iványi István | Szabó Tamás        | Torgyán Józsefné      | Szakál Ferenc              | Gyuricza Béla      |
| 9.   | Kiss Péter          | Magyar Bálint       | Schamschula György | Tímár György          | Gáspár Miklós              | Urbán László       |
| 10.  | Paszternák László   | Soós Károly Attila  | Salamon László     | Morvai Ferenc         | Hasznos Miklós             | Eperjes Károly     |
| 11.  | Szűrös Mátyás       | Mécs Imre           | Balsai István      | K. Csontos Miklós     | Giczy György               | Pokorni Zoltán     |
| 12.  | Nyers Rezső         | Béki Gabriella      | Jeszenszky Géza    | Homoki János          | Pálos Miklós               | Németh Zsolt       |
| 13.  | Kovács László       | Kóródi Mária        | Medgyasszay László | Izsó Mihály           | Semjén Zsolt               | Rockenbauer Zoltán |
| 14.  | Katona Béla         | Gaál Gyula          | Kádár Béla         | Bernáth Varga Balázs  | Isépy Tamás                | Selmeczi Gabriella |
| 15.  | Csehák Judit        | Lotz Károly         | Kiss Gyula         | Szabó János           | Kovács Kálmán              | Trombitás Zoltán   |
| 16.  | Kósáné Kovács Magda | Eörsi Mátyás        | Farkas Gabriella   | Molnárfi Tibor        | Rubovszky György           | Tirts Tamás        |
| 17.  | Tabajdi Csaba       | Bauer Tamás         | Kutrucz Katalin    | Virágh Ferenc         | Inotay Ferenc              | Polt Péter         |
| 18.  | Vastagh Pál         | Rajk László         | Nahimi Péter       | Tóth Anikó            | Lukáts Miklós              | Baán László        |
| 19.  | Bleyer Jenő         | Szigethy István     | Dobos Krisztina    | Nagy József           | Benya László               | Wachsler Tamás     |
| 20.  | Juhász Gábor        | Szász Domokos       | Katona Tamás       | Sipos Árpád           | Birkás János               | Glattfelder Béla   |

| Párt | Munkáspárt           | Köztársaság Párt | Agrárszövetség       | MIÉP                |
| ---- | -------------------- | ---------------- | -------------------- | ------------------- |
| 1.   | Thürmer Gyula        | Palotás János    | Nagy Tamás           | Csurka István       |
| 2.   | Nyírő Sándor         | Veér András      | Horn Péter           | Horváth Lajos       |
| 3.   | Karacs Lajosné       | Fodor László     | Boross Imre          | Bognár László       |
| 4.   | Dobróka János        | Bárándy Péter    | Fábri György         | Szabó Lukács        |
| 5.   | Erős József          | Frenkl Róbert    | Mihalik László       | Pősze Lajos         |
| 6.   | Vajnai Attila        | Kovács István    | Mayer Bertalan       | ifj. Hegedűs Lóránt |
| 7.   | Rózsa József         | Bodrogi Gyula    | Bálint Csaba         | Deine Zoltán        |
| 8.   | Kulimák László       | Dórnak Péter     | Buzássy Lajos        | Bogdán Emil         |
| 9.   | Szilágyi Imre        | Csermely Gyula   | Simándi Péter        | Réti Miklós         |
| 10.  | Vasas Joachim        | Demcsák Lajos    | Schmuck Erzsébet     | Móré László         |
| 11.  | Kollát Pál           | Karácsony Mihály | Csikai Miklós        | Miklós Árpád        |
| 12.  | Kőkúti Mihály        | Tóth Péter       | Zs. Szőke Zoltán     | Kelemen József      |
| 13.  | Tar Zoltánné         | Encsi István     | Pallér Endre         | Kovács Lajos        |
| 14.  | Szöllősiné Fitos Éva | Balogh Sándor    | Vargáné Piros Ildikó | Tóth-Kurucz János   |
| 15.  | Wágner István        | Takács László    | Krech Vilmos         | Mars Péter Pál      |
| 16.  | Kántor István        | Nagy Ervin       | Simonovits József    | Polgárdy Géza       |
| 17.  | Kovács Attila        | Bene László      | Barta Péter          | Tamás Károly        |
| 18.  | Szigetvári János     | Kiss Zoltán.     | Musztács László      | Baka József         |
| 19.  | Sztankó János        | Egresi Géza      | Németh Imre          | Benedek Lóránt      |
| 20.  | Edelényi Gáborné     | Dominus Péter    | Kaszás György        | Kacsóh József       |

| Párt | MSZDP              | EKGP               | Vállalkozók Pártja | NDSZ                |
| ---- | ------------------ | ------------------ | ------------------ | ------------------- |
| 1.   | Király Zoltán      | Szabó János        | Zwack Péter        | Pozsgay Imre        |
| 2.   | Kapolyi László     | Böröcz István      | Kupcsok Lajos      | Bíró Zoltán         |
| 3.   | Podkoniczky István | Zsíros Géza        | Kresz Zoltán       | Tóth János          |
| 4.   | Borbély Endre      | Bélafi Antal       | Cseredy András     | Beke Kata           |
| 5.   | Borsik János       | Rajkai Zsolt       | Turcsányi István   | Gidai Erzsébet      |
| 6.   | Vadász János       | Horváth László     | Kisjuhász József   | Berky Ferenc György |
| 7.   | Simek Ágnes        | Szabó Lajos        | Lukács Sándor      | Lóránt Károly       |
| 8.   | Tóth József        | Gergátz Elemér     | Kiss István        | Csomós Gyula        |
| 9.   | Mihalovits Ervin   | Hadházy Árpád      | Matesz László      | Kajtár István       |
| 10.  | Balogh László      | Pohankovics István | Gyimóti Dezső      | Knoll István        |
| 11.  | Gaál Károly        | Tarján Lászlóné    | Hajdinák József    | Bodnár István       |
| 12.  | Láposi Lőrinc      | Dragon Pál         | Szabadföldi István | Kapuvári József     |
| 13.  | Kaszás Iván        | Pintér István      | Korándi József     | Varga Zoltán        |
| 14.  | Csorvási József    | Bárdos Balázs      | Décsi Jenő         | Szél Péter          |
| 15.  | Kiss János         | Szontágh Jenő      | Lenkey Géza        | Füredi Vilmos       |
| 16.  | Kovács Mózes       | Utassy Béla        | Szabó Mátyás       | Béres Ferenc        |
| 17.  | Szalai Csaba       | Szeghő István      | Németh István      | Gánti Tibor         |
| 18.  | Farkas Béla        | Folly Gyula        | Mály Imre          | Samu Mihály         |
| 19.  | Bogár Ottó         | Szabó Éva          | Fazekas György     | Szabó Ottó          |
| 20.  | Solymosi Imre      | Szentpáli László   | Martonosi István   | Búzás Gábor         |

## Eredmények

Az egyéni választókerületek eredményei

### Részvételi adatok
|          | Első forduló 1994. május 8. | Második forduló 1994. május 29. |
| -------- | --------------------------- | ------------------------------- |
| 7:00-ig  | 2,50%                       | ?                               |
| 11:00-ig | 32,50%                      | ?                               |
| 18:00-ig | 66,40%                      | ?                               |
| Összesen | 68,92%                      | 55,12%                          |

| Párt neve | Területi listás | Területi listás | Területi listás | Területi listás | Első forduló (EVK) | Első forduló (EVK) | Első forduló (EVK) | Első forduló (EVK) | Második forduló (EVK) | Második forduló (EVK) | Második forduló (EVK) | Második forduló (EVK) | Mandátumok      | Mandátumok | Mandátumok |
| Párt neve | Száma           | %               | +/-             | Hely            | Száma              | %                  | +/-                | Hely               | Száma                 | %                     | +/-                   | Hely                  | Országos listás | Összesen   | +/-        |
| --- | --------------- | --------------- | --------------- | --------------- | ------------------ | ------------------ | ------------------ | ------------------ | --------------------- | --------------------- | --------------------- | --------------------- | --------------- | ---------- | ---------- |
| MSZP | 1 780 009       | 32,99           | +22,1           | 53              | 1 689 081          | 31,3               | +20,9              | 2                  | 1 943 757             | 45.34                 | +38,9                 | 147                   | 7               | 209        | +176       |
| SZDSZ | 1 064 788       | 19,7            | –1,7            | 28              | 1 005 766          | 18,6               | –3,2               | –                  | 1 221 069             | 28,5                  | –2,2                  | 16                    | 25              | 69         | –25        |
| MDF | 633 157         | 11,7            | –13,03          | 18              | 649 966            | 12,03              | –11,9              | –                  | 639 866               | 14,93                 | –26,3                 | 5                     | 15              | 38         | –126       |
| FKGP | 476 127         | 8,8             | –2,9            | 14              | 425 482            | 7,9                | –2,8               | –                  | 252 405               | 5,89                  | –4,5                  | 1                     | 11              | 26         | –18        |
| KDNP | 379 322         | 7,03            | +0,57           | 5               | 397 887            | 7,3                | +1,5               | –                  | 126 616               | 2,95                  | –0,8                  | 3                     | 14              | 22         | +1         |
| Fidesz | 378 678         | 7,01            | –1,94           | 7               | 416 143            | 7,7                | +2,9               | –                  | 29 391                | 0,69                  | –1,16                 | –                     | 13              | 20         | –1         |
| Munkáspárt | 171 801         | 3,18            | –0,5            | –               | 177 458            | 3,28               | +0,6               | –                  | 6 268                 | 0,15                  | –0,10                 | –                     | –               | –          | -          |
| Köztársaság Párt | 136 827         | 2,53            | új              | –               | 104 289            | 1,93               | új                 | –                  | 9 774                 | 0,23                  | új                    | –                     | –               | –          | –          |
| Agrárszövetség | 113 332         | 2,1             | –1,0            | –               | 132 181            | 2,45               | –0,4               | –                  | 14 544                | 0,34                  | –0,30                 | 1                     | –               | 1          | -1         |
| MIÉP | 85 431          | 1,58            | új              | –               | 67 162             | 1,2                | új                 | –                  | –                     | –                     | –                     | –                     | –               | –          | –          |
| MSZDP | 51 095          | 0,94            | –2,7            | –               | 32 913             | 0,6                | –1,5               | –                  | –                     | –                     | –                     | –                     | –               | –          | –          |
| EKGP | 44 307          | 0,82            | új              | –               | 43 237             | 0,8                | új                 | –                  | –                     | –                     | –                     | –                     | –               | –          | –          |
| Vállalkozók Pártja Egyesület                                                                                                 | 33 360          | 0,61            | új              | –               | 42 951             | 0,8                | új                 | –                  | –                     | –                     | –                     | –                     | –               | –          | –          |
| NDSZ | 28 058          | 0,52            | új              | –               | 32 258             | 0,6                | új                 | –                  | –                     | –                     | –                     | –                     | –               | –          | –          |
| További pártok össz. | 18 258          | 0,31            | –               | –               | 62 726             | 0,0                | –                  | –                  | –                     | –                     | –                     | –                     | –               | –          | –          |
| Függetlenek | –               | –               | –               | –               | 122.190            | 2,3                | –4,6               | –                  | 20 134                | 0,47                  | –                     | –                     | –               | –          | –6         |
| |                 |                 |                 |                 |                    |                    |                    |                    |                       |                       |                       |                       |                 |            |            |
| Összesen | 5 400 194       | 100             |                 | 125             | 5 400 926          | 100                |                    | 2                  | 4 286 597             | 100                   |                       | 174                   | 85              | 386        | 0          |
| |                 |                 |                 |                 |                    |                    |                    |                    |                       |                       |                       |                       |                 |            |            |
| Szavazásra jogosult | 7 960 293       | 68.92           |                 |                 | 7 960 280          | 68.92              |                    |                    | 7 873 937             | 55.12                 |                       |                       |                 |            |            |
| Összes szavazat | 5 485 538       | 100             |                 |                 | 5 485 618          | 100                |                    |                    | 4 339 896             | 100                   |                       |                       |                 |            |            |
| Érvénytelen szavazatok | 85 344          | 1,56            |                 |                 | 84 692             | 1,54               |                    |                    | 53 299                | 1,23                  |                       |                       |                 |            |            |
| Érvényes szavazatok | 5 401 687       | 98,6%           |                 |                 | 5 400 951          | 98,6%              |                    |                    | 4 286 597             | 98,77                 |                       |                       |                 |            |            |
| A negyedik és a nyolcadik oszlopokban lévő értékek (+/–), az előző 1990-es országgyűlési választáshoz viszonyítva értendőek. |                 |                 |                 |                 |                    |                    |                    |                    |                       |                       |                       |                       |                 |            |            |

### Parlamenti mandátumot szerzett pártok
- MSZP
- SZDSZ (1994 nyarától az MSZP koalíciótársa)
- Fidesz
- MDF
- FKGP
- KDNP

### További parlamenti pártok
- ASZ

## Politikai következmények
Az MSZP fölényes győzelmet aratott, a választók 54%-a szavazott rájuk az első fordulóban. Az MSZP így egyedül is kormányzóképes lett volna, de koalícióra lépett az SZDSZ-szel, amely a második legerősebb párt lett. Horn Gyula lett az új miniszterelnök, és rövidesen megalakult a Horn-kormány.
Az MDF jelentős vereséget szenvedett, és az addigi kormányzó pártok, köztük az FKGP és a KDNP, szintén gyengén szerepeltek. A Fidesz ekkor még kisebb párt volt, de helyezkedésük megalapozta a későbbi előretörésüket.